# Clemax Couto Sant'Anna
Clemax Couto Sant'Anna (1º de setembro de 1949) é um médico e professor brasileiro, com uma carreira dedicada à Pediatria e à Pneumologia Pediátrica, destacando-se especialmente em suas pesquisas e contribuições sobre a tuberculose (TB) infantil. Formou-se em Medicina pela Universidade Federal do Rio de Janeiro (UFRJ), em 1974, onde também concluiu mestrado em Tisiologia e Pneumologia, em 1982, e doutorado em Medicina (Doenças Infecciosas e Parasitárias), em 1994.
Atualmente, é Professor Titular do Departamento de Pediatria da Faculdade de Medicina da UFRJ, docente em programas de pós-graduação na UFRJ e na Universidade Federal Fluminense (UFF), e Chefe do Serviço de Pneumologia do Instituto de Puericultura e Pediatria Martagão Gesteira (IPPMG) desde 1985. É reconhecido como Bolsista de Produtividade em Pesquisa do CNPq, nível 1B. Sua produção científica é vasta, com foco central na tuberculose infantil, abordando epidemiologia, diagnóstico, tratamento e prevenção. Coordenou e editou livros importantes sobre o tema, como "Tuberculose na infância" (1985), em parceria com Newton Bethlem, e "Tuberculose em crianças e jovens" (2015), dentre outros.
O Prof. Clemax Sant'Anna é membro do Comitê Técnico Assessor a Tuberculose do Ministério da Saúde e o Childhood Tuberculosis Sub Group da iniciativa StopTB da Organização Mundial da Saúde. Foi Coordenador da área de Pediatria da Rede de Pesquisas em Tuberculose (REDE-TB), da qual é Membro Emérito desde 2020. Seus projetos de pesquisa recentes investigam o uso de aplicativos para diagnóstico de TB infantil (PedTB), defeitos da imunidade inata na TB e o uso de inteligência artificial no diagnóstico por imagem da doença em crianças. Ele tem alertado para a subnotificação da TB infantil e as dificuldades diagnósticas e terapêuticas nessa faixa etária, participando também da formulação de políticas públicas como o "Brasil Livre da Tuberculose" (Plano Nacional pelo Fim da Tuberculose).

## Obra
Livros
1. SANT'ANNA, C. C. et al. Residência Pediátrica: 10 Anos de História. 1. ed. Rio de Janeiro: DOC, 2021. v. 1, 76 p.
2. SANT'ANNA, C. C.; ROCHA, P. R. Carrancas Urbanas: como elemento arquitetônico de fachada. 1. ed. São Paulo: Editora dos Editores, 2020. v. 1, 36 p.
3. MARCH, M. F. B. P. et al. Tuberculosis infantil: temas de prevención y diagnóstico. 1. ed. Madri: Editorial Académica Española, 2016. v. 1, 75 p.
4. SANT'ANNA, C. C. et al. Tuberculose em crianças e jovens. 1. ed. São Paulo: Atheneu, 2015. v. 1, 143 p.
5. DETJEN, A. et al. Roadmap for Childhood Tuberculosis. 1. ed. Genebra: World Health Organization, 2013. v. 1, 38 p.
6. SANT'ANNA, C. C.; ARANGO, M. L. Tuberculosis en niños y jóvenes. 1. ed. Rio de Janeiro: Atheneu Hispánica, 2011. v. 1, 107 p.
7. SANT'ANNA, C. C. Infecções respiratórias agudas na prática pediátrica. 1. ed. São Paulo: Lemos, 2002. v. 1, 95 p.
8. SANT'ANNA, C. C. Tuberculose na infância e na adolescência. 1. ed. Rio de Janeiro: Atheneu, 2002. v. 1, 227 p.
9. TARANTINO, A. B. et al. Pneumopatias na infância: diagnóstico e tratamento. 1. ed. Rio de Janeiro: Guanabara, 1998. v. 1, 122 p.
10. SANT'ANNA, C. C.; BETHLEM, N. M. Tuberculose na infância. 1. ed. Rio de Janeiro: Cultura Médica, 1985. v. 1, 103 p.